# Nikolaj Grigor'evič Stoletov
Nikolaj Grigor'evič Stoletov (in russo Столетов, Николай Григорьевич?; Vladimir, 13 novembre 1834 – Carskoe Selo, 10 luglio 1912) è stato un generale russo.

## Biografia
Nikolaj Grigor'evič Stoletov nacque a Vladimir, era fratello del noto fisico Aleksandr Grigor'evič Stoletov. Nikolaj frequentò il Ginnasio di Vladimir, proseguì i suoi studi presso la facoltà di fisica all'università statale di Mosca laureandosi nel 1854. Nello stesso anno entrò nell'esercito imperiale russo e combatté nella guerra di Crimea, partecipando alla Battaglia di Inkerman il 5 novembre 1854 e all'assedio di Sebastopoli del 1854-1855.
Dopo la guerra Stoletov riprese gli studi presso la Scuola di Stato Maggiore Nicola, laureandosi nel 1859. Nel 1860 Stoletov prese parte alla conquista del Turkestan. Durante la guerra russo-turca del 1877-1878 giocò un importante ruolo, in quanto guidò le forze russe e bulgare (i volontari Opălčenci) nella seconda battaglia del Passo di Shipka, il 21 agosto 1877, quando Stoletov respinse un attacco ottomano.
Dopo la fine della guerra russo-turca Stoletov fu promosso al grado di tenente generale e fu designato come comandante del distretto militare del Turkestan; partecipò poi a una missione diplomatica in Afghanistan. Si ritirò dalla vita militare nel 1898 e morì a Carskoe Selo il 10 luglio 1912 a settantasette anni.

## Onorificenze

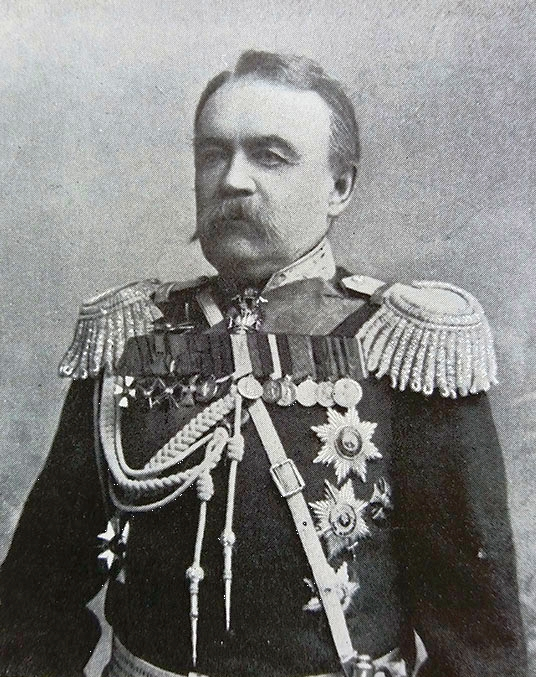
Stoletov in età avanzata.